# Simplicius
Simplicius (* in Tivoli; † 10. März 483 in Rom) war vom 3. März 468 bis 10. März 483 Papst und Bischof von Rom.

## Leben
Er wurde in Tivoli im Latium als Sohn eines Bürgers namens Castinus geboren. Sein lateinischer Name bedeutet „der Einfache“.
Simplicius verteidigte die Entscheidung des Konzils von Chalcedon gegen die miaphysitische Häresie, half den Menschen in Italien gegen marodierende barbarische Soldaten und geriet 472 in einen Konflikt mit dem Kaiser Anthemius. Er wurde Zeuge der Revolte der foederati 476 und der anschließenden Ausrufung Odoakers zum rex Italiae, der kurz darauf das Ende des Weströmischen Kaisertums mit der Absetzung des letzten römischen Kaisers Romulus Augustulus durch Odoaker folgte.
Sein kirchlicher Gedenktag ist der 10. März.